# Iunie 2000
Acest articol este generat integral pe baza informațiilor din articolul 2000 și este actualizat periodic de un robot.
 Editările făcute în articol vor fi șterse la următoarea actualizare! Dacă doriți să faceți modificări, editați articolul-sursă.

ianuarie -
februarie -
martie -
aprilie -
mai -
iunie -
iulie -
august -
septembrie -
octombrie -
noiembrie -
decembrie
Iunie 2000 a fost a șasea lună a anului și a început într-o zi de joi.

## Evenimente
- 2 iunie: Petre Roman, ministrul de Externe anunță că România a încheiat cu succes negocierile cu UE în vederea integrării pentru primele cinci capitole și urmează să-și continue negocierile pentru încă opt capitole.
- 4 iunie: Primul tur al alegerilor locale din România. Pentru funcția de primar general al Capitalei s-au înscris în cursa electorală 36 de candidați. Candidații situați pe primele două locuri după primul tur de scrutin sunt: Sorin Oprescu (PDSR) care a obținut 41,16% din voturi și Traian Băsescu (PD), cu 17,19%.
- 5 iunie: Agențiile Băncii Populare Române din Cluj-Napoca și București au sistat plățile pentru șase luni. Banca Populară Română se află în dificultate datorită valului mare de cereri de retragere a depunerilor, după zvonul că banca nu mai prezentă garanții.[1]
- 6-8 iunie: Băncile populare din mai multe localități sunt luate cu asalt de depunătorii care vor să-și retragă banii pentru că nu mai au încredere în acest gen de bănci. În România funcționau la acel moment aproximativ 2000 de bănci populare.[1]
- 7 iunie: Protestele investitorilor la FNI n-au încetat de la începutul crizei (11 mai) și iau forme tot mai severe: blocări de drumuri, greve ale foamei, atacuri cu pietre.[1]
- 7 iunie: PNȚCD l-a exclus pe Cainenco Petrovici, fostul președinte al CEC, care a semnat, alături de Ioana Maria Vlas, ca beneficiar, contractul prin care se garantau certificatele de investitori la FNI.[1]
- 18 iunie: Al doilea tur al alegerilor locale din România. PDSR obține 36,71% din voturi, PD - 12,68%, CDR - 11,08%, PNL - 8,81%, ApR - 8,54%, independenții - 6,15%, UDMR - 3,06%, PRM - 2,81%. Primăria Generală a Capitalei este câștigată de vicepreședintele PD, Traian Băsescu, cu 50,69% din voturi care îl îmvinge pe candidatul PDSR, Sorin Oprescu (49,31 % din voturi). Toate celelalte primării de sector din București sunt câștigate de candidați PDSR.
- 23 iunie: Patriarhul Teoctist îl vizitează pe cardinalul Alexandru Todea la reședința acestuia din Reghin. Vizita este o premieră după reintrarea Bisericii Române Unite cu Roma în legalitate.
- 28 iunie: Guvernul stabilește pragul de 5% pentru accesul partidelor în viitorul Parlament. Pentru alianțele electorale, la pragul de 5% se adaugă 3% pentru al doilea partid al alianței și 1% pentru fiecare din celelalte partide, începând cu al treilea.[2]
- 29 iunie: Se dă publicității Raportul pe anul 2000 al Programului Națiunilor Unite pentru Dezvoltare, care clasifică 174 de state în funcție de condițiile generale de viață de care beneficiază cetățenii lor, respectiv venitul pe cap de locuitor, asistența medicală, condițiile de educație, speranța de viață. România ocupă locul 64. Primele trei state sunt: Canada, Norvegia, SUA. Dintre țările foste socialiste cele mai multe se află mai bine plasate decât România: Slovenia - 29, Cehia - 33, Slovacia - 40, Ungaria - 43, Polonia - 44, Estonia - 46, Croația - 49, Lituania - 52, Belarus - 57, Bulgaria - 60, Rusia - 62, Letonia - 63. În urma României sunt Macedonia și Albania.[2]

## Nașteri

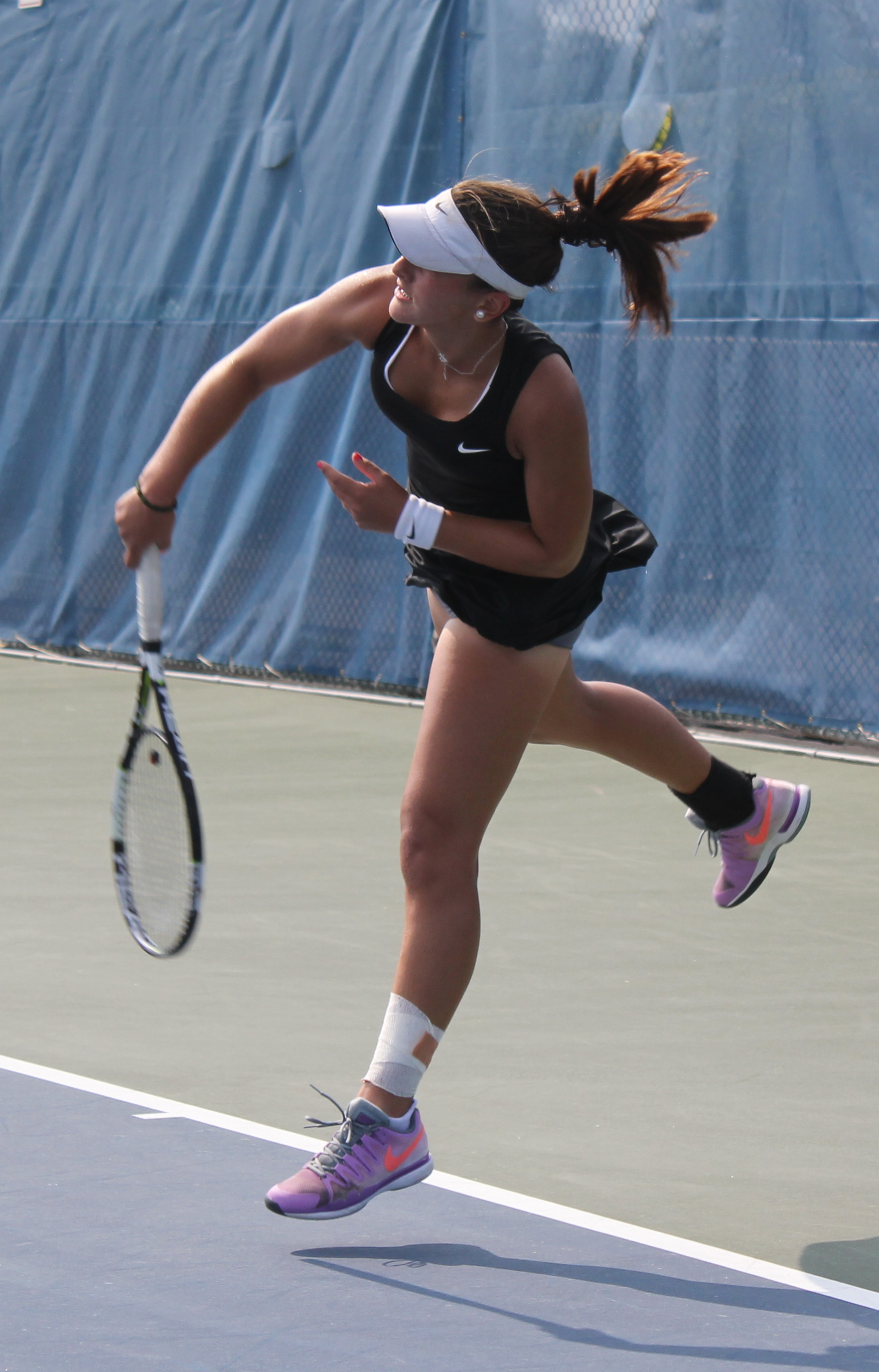
Bianca Andreescu

- 1 iunie: Diana Ciucă, handbalistă română
- 6 iunie: Bogdan Racovițan, fotbalist român
- 16 iunie: Bianca Andreescu, jucătoare canadiană de tenis, de etnie română
- 28 iunie: Yukinari Sugawara, fotbalist japonez

## Decese
- 3 iunie: Merton Miller (Merton Howard Miller), 77 ani, economist american, laureat al Premiului Nobel (1990), (n. 1923)
- 4 iunie: Takashi Kano, 79 ani, fotbalist japonez (atacant), (n. 1920)
- 5 iunie: Houshang Golshiri, 62 ani, scriitor iranian (n. 1937)
- 6 iunie: Frédéric Dard (aka San Antonio), 78 ani, scriitor francez (n. 1921)
- 15 iunie: Jules Roy, 92 ani, scriitor francez (n. 1907)
- 16 iunie: Împărăteasa Kōjun (n. Prințesa Nagako), 97 ani, soția împăratului Hirohito al Japoniei (n. 1903)
- 21 iunie: Ion Alecsandrescu, 71 ani, fotbalist român (atacant), (n. 1928)
- 22 iunie: Philippe Chatrier (Philippe Georges Yves Chatrier), 72 ani, jucător francez de tenis (n. 1928)
- 24 iunie: Vintilă Cossini, 86 ani, fotbalist român (n. 1913)
- 26 iunie: Corneliu Mănescu, 84 ani, comunist român (n. 1916)
- 26 iunie: Avraham Yosef Schapira, 79 ani, politician israelian (n. 1921)